# Hydrovatus peninsularis
Hydrovatus peninsularis är en skalbaggsart som beskrevs av Young 1953. Hydrovatus peninsularis ingår i släktet Hydrovatus och familjen dykare. Inga underarter finns listade i Catalogue of Life.